# Vladimir Toporov
Vladimir Nikolajevič Toporov (rusky Влади́мир Никола́евич Топоро́в; 5. července 1928 Moskva – 5. prosince 2005, Moskva) byl ruský filolog spojený se Sémiotickou školou Tartu–Moskva.
Jeho ženou byla Taťjana Jakovlevna Jelizarenkovová. Toporov napsal přes 1500 děl zahrnujících Achmatovová a Dante (1972), K rekonstrukci indoevropského rituálu (1982) Aeneas: muž osudu (1993), Mýtus. Rituál. Symbol. Obraz (1995) Svatost a světci v ruské duchovní kultuře (1998) a Petrohradské texty ruské literatury (2003). Přeložil do ruštiny Dhammapadu a dohlížel na edici slovníku pruštiny.
Mezi ceny, kterými byl poctěn patří Státní cena SSSR (1990). Tu ale odmítl na protest proti represivní politice v Litvě, Solženicynova cena (1998) a Cena Andreje Bělého (2004). Byl členem Ruské akademie věd a mnoha dalších učených společností.